# Professore di astronomia (Gresham College)
Il professore di astronomia presso il Gresham College di Londra, viene nominato e ha un'attività non ordinaria rispetto ai professori di pari grado degli altri istituti accademici; esso infatti tiene conferenze libere alle quali un pubblico di auditori può accedere liberamente. Il collegio è stato fondato per questo scopo nel 1596, quando vennero nominati sette professori, ai quali se ne aggiunse successivamente un altro, raggiungendo il numero totale di otto. A completare la didattica il collegio ospita visiting professors.
In particolare, il professore di astronomia è sempre nominato dalla City of London Corporation.
| 1                                              | Edward Brerewood                                | Marzo 1596        |
| 2                                              | Thomas Williams                                 | 11 novembre 1613  |
| 3                                              | Edmund Gunter                                   | 6 marzo 1619      |
| 4                                              | Henry Gellibrand                                | 2 gennaio 1626    |
| 5                                              | Samuel Foster                                   | 2 marzo 1636      |
| 6                                              | Mungo Murray                                    | 25 novembre 1637  |
| 7                                              | Samuel Foster                                   | 26 maggio 1641    |
| 8                                              | Lawrence Rooke                                  | 23 luglio 1652    |
| 9                                              | Sir Christopher Wren                            | 7 agosto 1657     |
| 10                                             | Walter Pope                                     | 8 marzo 1660      |
| 11                                             | Daniel Man                                      | 21 settembre 1687 |
| 12                                             | Alexander Torriano                              | 31 luglio 1691    |
| 13                                             | John Machin                                     | 16 maggio 1713    |
| 14                                             | William Romaine                                 | 25 giugno 1751    |
| 15                                             | William Cockayne                                | 21 aprile 1752    |
| 16                                             | Peter Sandiford                                 | 16 luglio 1795    |
| 17                                             | Joseph Pullen                                   | 3 dicembre 1833   |
| 18                                             | Edmund Ledger                                   | 27 luglio 1875    |
| 19                                             | Samuel Arthur Saunder                           | 2 dicembre 1908   |
| 20                                             | Arthur Robert Hinks                             | 17 aprile 1913    |
| (1939–45 Periodo di sospensione delle lezioni) |                                                 |                   |
| 21                                             | William Herbert Steavenson                      | 29 maggio 1946    |
| 22                                             | Sir John Carroll                                | 1964              |
| 23                                             | Sir Martin Ryle                                 | 1968              |
| 24                                             | Roger Tayler                                    | 1969              |
| 25                                             | Sir Martin Rees, Baron Rees of Ludlow FRS       | 1975              |
| 26                                             | David W Dewhirst                                | 1976-80           |
| 27                                             | Michael Rowan-Robinson                          | 1981              |
| 28                                             | Andrew Fabian                                   | 1982              |
| 29                                             | Raymond Hide                                    | 1984              |
| 30                                             | George Porter, Baron Porter of Luddenham OM FRS | 1º settembre 1990 |
| 31                                             | Heather Couper FRAS                             | 1º settembre 1993 |
| 32                                             | Colin Pillinger FRS                             | 1º settembre 1996 |
| 33                                             | Frank Close OBE                                 | 1º settembre 2000 |
| 34                                             | John D Barrow FRS                               | 1º settembre 2003 |
| 35                                             | Ian Morison FRAS                                | 1º agosto 2007    |
| 36                                             | Carolin Crawford                                | 1º agosto 2011    |